# Fragaria viridis

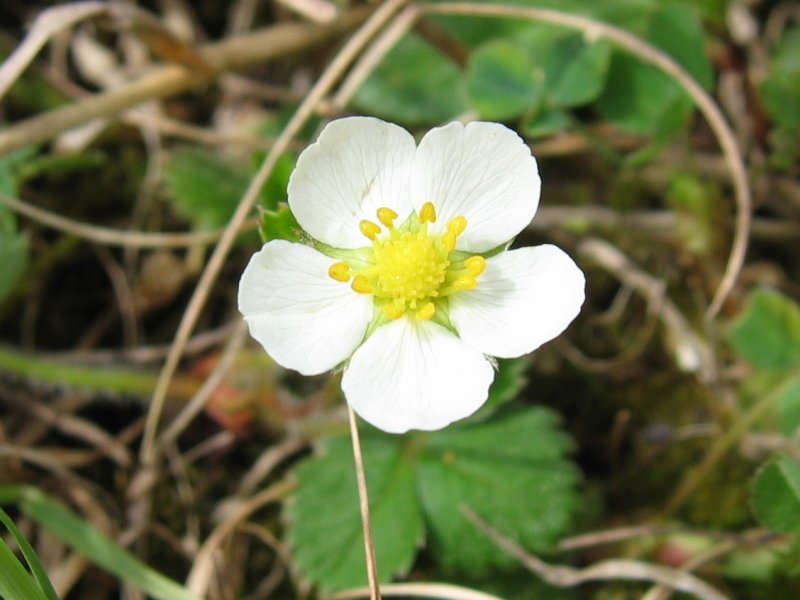
Hoa của Fragaria viridis

Fragaria viridis (tên đồng nghĩa: Fragaria collina, Fragaria vesca var. sativa), còn được gọi là dâu tây kem, là một loài dâu tây bản địa của các quốc gia ở châu Âu và vùng ôn đới của châu Á. Loài này được mô tả lần đầu tiên bởi Antoine Nicolas Duchesne.

## Mô tả
F. viridis là cây thân thảo lâu năm, cao khoảng 20 – 30 cm, chịu được giá rét và ưa đất ẩm, dễ thoát nước, có thể phát triển trong vùng bóng râm. F. viridis mọc lan thành bụi tạo thành một thảm lá dày đặc, cạnh tranh với các cây bụi nhỏ hơn để giành dinh dưỡng. Loài này thường mọc ở những trảng cỏ, ven suối hoặc bìa rừng, thường là những vùng nhiều nắng. Số lượng trái sẽ giảm đi nếu mọc trong vùng bóng râm.
Cuống lá dài, có một lớp lông tơ; 3 lá chét màu xanh bóng, nhạt hơn ở mặt dưới, có răng cưa, nhỏ dần khi về đầu mút của lá. Mỗi cây chỉ mang một giới tính, đực hoặc cái. Hoa 5 cánh màu trắng muốt, dài 8 – 10 mm, đường kính khoảng 15 – 22 mm. Hoa nở vào khoảng tháng 4 - 6, trái chín khoảng tháng 6 và 7. Quả mọng có màu nâu đỏ, khá nhỏ, có lông, khó bẻ khỏi gốc, vị ngọt giống dứa.
F. viridis có số lượng nhiễm sắc thể là 14 và có họ hàng gần với loài dâu dại Fragaria vesca. So với F. vesca, F. viridis có trái lớn hơn nhưng vị lại không ngon bằng.
Môi trường sống của F. viridis đang bị đe dọa nghiêm trọng. Những cây họ Thạch nam đang dần lấn đất của các loài dâu dại, khiến môi trường sống của chúng thu hẹp lại và có nguy cơ biến mất.

## Liên kết ngoài

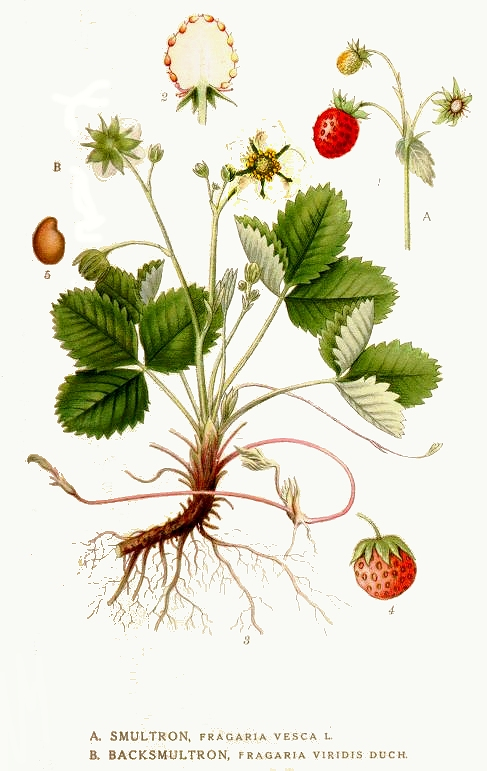
Fragaria vesca (A) và Fragaria viridis (B)